# Цілкар
Цілкар (вірм. Ծիլքար) — село в марзі Арагацотн, на північному заході Вірменії. Село розташоване за 60 км на північ від Аштарака, за 22 км на північний захід від Апарана, за 40 км на схід від Артіка, за 20 км на південь від Спітака, за 2 км на пінічний захід від села Гехарот та за 5 км на південний схід від села Лернапар та 10 км на південь від села Джрашен сусднього марзу Лорі.